# Raphaël de Spot
Raphaël Joseph Marie de Spot (Roesbrugge-Haringe, 23 oktober 1850 - Veurne, 13 april 1926) was een Belgisch senator en burgemeester.

## Levensloop
De Spot was de zoon van vrederechter Anicet de Spot (Adinkerke, 1810 - Roesbrugge-Haringe, 1857) en van Albertine Therry. Hij trouwde met Marie-Emilie Dautricourt (1853-1928), dochter van Adolphe Dautricourt, burgemeester van Beernem en van Herminie Van Caillie. Ze hadden zes zoons en twee dochters, van wie alleen de oudste, Joseph de Spot (1879-1952), in het huwelijk trad en nakomelingen heeft tot heden. 
In de periode van de schoolstrijd (1879-1884) was hij weldoener van de katholieke scholen in Veurne. Hij was tevens penningmeester van de kerkfabriek van Sint-Walburga. In 1884 werd hij verkozen tot gemeenteraadslid van Veurne. Hij was er schepen (1885-1912) en werd er burgemeester van 1912 tot aan zijn ontslag in 1914-15. In 1914 volgde hij in zijn hoedanigheid van senator de Belgische regering naar Le Havre. Geen vooruitzicht hebbende op spoedige terugkeer, nam hij ontslag en werd tot op het einde van de oorlog vervangen door zijn eerste schepen Oscar Verraes.
De Spot was ook provincieraadslid van 1878 tot 1896.
In 1897 werd hij katholiek senator, in opvolging van de overleden Charles de Coninck de Merckem. Hij vervulde dit mandaat tot in 1900. Daarop werd hij verkozen tot senator voor het arrondissement Oostende-Veurne-Diksmuide en bleef dit tot in 1904. Hij werd vervolgens provinciaal senator van 1905 tot 1919. Zijn zoon Albert de Spot werd later ook senator.
In 1892 verkreeg hij opname in de erfelijke adel.